# Larinopoda lircaea
Larinopoda lircaea is een vlinder uit de familie van de Lycaenidae. De wetenschappelijke naam van de soort is voor het eerst geldig gepubliceerd in 1866 door Hewitson.